# Vacaville
Vacaville is een plaats (city) in de Amerikaanse staat Californië, en valt bestuurlijk gezien onder Solano County.

## Demografie
Bij de volkstelling in 2000 werd het aantal inwoners vastgesteld op 88.625.
In 2006 is het aantal inwoners door het United States Census Bureau geschat op 92.691, een stijging van 4066 (4,6%).

## Geografie
Volgens het United States Census Bureau beslaat de plaats een oppervlakte van
70,1 km², geheel bestaande uit land.

## Plaatsen in de nabije omgeving
De onderstaande figuur toont nabijgelegen plaatsen in een straal van 24 km rond Vacaville.

## Geboren
- Bonnie McKee (20 januari 1984), zangeres